# Перка Виторовић
Перка Виторовић (Шабац, 16. јануар 1926 — 1993), учесница Народноослободилачке борбе и друштвено-политичка радница Социјалистичке Републике Србије.

## Биографија
Рођена у Шапцу 1926. године, Перка је завршила Новинарско-дипломатску високу школу у Београду (једна од претеча Факултета политичких наука). Са свега 15 година 1941. године ступила је у Народноослободилачку борбу, а члан КПЈ постала је 1944. године. 
Била је на сталном раду у Комисији ЦК СКЈ за рад организација и актива СК у савезним установама. Поред тога била је члан Главног одбора ССРН Србије и председник Републичке конференције за друштвену активност жена СР Србије. 
На Осмом конгресу бирана је за члана ЦК СКЈ, а на Шестом конгресу СК Србије изабрана је за члана Сталног дела Конференције СК Србије.
Била је посланик Социјално-здравственог већа Скупштине СР Србије и посланица Већа народа Савезне скупштине. 
Перка је носилац Партизанске споменице 1941. и више других одликовања.